# Cyclone Motors Corporation
Cyclone Motors Corporation war ein US-amerikanischer Hersteller von Automobilen.

## Unternehmensgeschichte
Das Unternehmen wurde 1920 in Greenville in South Carolina gegründet. C. G. Eidson war der Präsident. 1921 begann die Produktion von Personenkraftwagen und Nutzfahrzeugen. Der Markenname lautete WBC für Pkw und Cyclone für Lkw. 1922 endete die Produktion, als das Unternehmen in die Insolvenz ging.

## Fahrzeuge
Zu den Nutzfahrzeugen liegen außer dem Markennamen keine Angaben vor.
Bei den Pkw handelte es sich um Taxis. Der Markennamen WBC stand für Well Built Cab. Die Black and White Cab Company aus New York City war ein Großabnehmer und lobte die Fahrzeuge. Das Fahrgestell kam von Ford und wurde um 38 cm verlängert. Der Neupreis betrug 1600 US-Dollar. Die laufenden Kosten der Fahrzeuge sollten nur 2 Cent pro Meile betragen.